# Quand sort la recluse
Pour l’article homonyme, voir Quand sort la recluse (téléfilm).
Quand sort la recluse est un roman policier de Fred Vargas, paru le 10 mai 2017 aux éditions Flammarion. Il s'agit du neuvième roman mettant en scène le personnage du commissaire Jean-Baptiste Adamsberg.

## Résumé
Un meurtre vient d'avoir lieu à Paris, rue du Château-des-Rentiers. À peine sorti des brumes islandaises de sa précédente enquête, Adamsberg résout cette première énigme avec brio, sans avoir l'air d'y penser, et sans non plus prendre au sérieux un récent fait divers : la mort de trois octogénaires dans la région de Nîmes, apparemment mordus par une araignée.
La « recluse », ou Loxosceles rufescens, est un type d'araignée présente en Amérique et à la morsure particulièrement sournoise. Le policier Voisenet s'intéresse au fait qu'elle semble de retour en France. Mais cela suffit-il à expliquer la mort de ces trois octogénaires nîmois, tués par le venin de cette araignée ? Les forums ne parlent plus que de cela, les réseaux sociaux s'affolent : et si une mutation génétique avait rendu la recluse encore plus dangereuse qu'auparavant ? Adamsberg va interroger un spécialiste du Muséum national d'histoire naturelle pour tenter d'y voir plus clair.
Au Muséum, le commissaire rencontre par hasard une retraitée qui lui apprend que deux des trois octogénaires morts dans la région de Nîmes se connaissaient depuis l'enfance. À cette époque, ils étaient en effet pensionnaires dans un orphelinat local, nommé « La Miséricorde ». Or il se trouve que ces adolescents avaient un comportement répréhensible, voire potentiellement criminel. Appartenant à un petit groupe de neuf ou dix garnements, ils avaient pour distraction favorite de faire mordre les plus jeunes pensionnaires de l'orphelinat par des recluses, ce qui laissait la plupart de leurs victimes défigurées ou mutilées à vie. Certaines de ces victimes ont-elles voulu punir leurs anciens tortionnaires ? La « bande des mordus » exercerait-elle une vengeance contre la « bande des recluses » ? Tant d'années après ? Cela paraît peu plausible. Adamsberg se heurte également à deux autres obstacles. D'une part, le troisième octogénaire tué par le même venin ne faisait pas partie de la « bande des recluses ». D'autre part et surtout, ce venin est connu pour provoquer le loxoscelisme, qui ne pourrait se révéler mortel que si plusieurs dizaines de recluses attaquaient un même homme en même temps, ce qui est techniquement impossible.
Avec l'aide de Veyrenc, de Froissy et de Retancourt, le commissaire s'obstine pourtant dans cette voie, semblable à Magellan en quête du détroit qui doit déboucher sur l'océan Pacifique, pendant que Danglard opte pour la mutinerie.
Adamsberg le pressent, la « bande des recluses » est en péril. Par le passé, quatre autres de ces adolescents malfaisants ont déjà disparu dans des circonstances étranges qui pourraient correspondre à autant d'assassinats. Or, aujourd'hui, après les octogénaires de Nîmes, ils continuent l'un après l'autre à succomber à des morsures de recluses, méthodiquement. Mais de quels délits sont-ils coupables, au juste ? Depuis le début de l'enquête, Adamsberg devine confusément, parmi les « bulles » de ses pensées inachevées, qu'une seconde tragédie s'est produite derrière les murs de l'orphelinat, derrière les murs d'un reclusoir que sa mémoire veut ignorer.

## Éditions
Édition originale en grand format
- Fred Vargas, Quand sort la recluse, éditions Flammarion, 2017, 477 p., 20 cm (ISBN 978-2-08-141-314-6, BNF 45284199)

Édition en gros caractères
- Fred Vargas, Quand sort la recluse, éditions Feryane, coll. « Policier », 2017, 493 p., 25 cm (ISBN 978-2-36360-426-2, BNF 45329791)

Édition au format de poche
- Fred Vargas, Quand sort la recluse, éditions J'ai lu, coll. « J'ai lu » (no 12173), 2018, 477 p., 18 cm (ISBN 978-2-290-15606-3, BNF 45498802)

Livre audio
- Fred Vargas, Quand sort la recluse, éditions Audiolib, 2017 (ISBN 978-2-36762-545-4, BNF 45376810)Texte intégral ; interprète : Thierry Janssen ; support : 1 disque compact audio MP3 ; durée : 11 heures 54 minutes environ.

## Adaptation
Le roman fait l'objet d'une adaptation en un téléfilm, réalisé comme précédemment par Josée Dayan avec Jean-Hugues Anglade dans le rôle du Commissaire Adamsberg. Jacques Spiesser, Sylvie Testud, Corinne Masiero et Pierre Arditi sont également au casting.